# Gustav Wilhelm Körber
Gustav Wilhelm Körber (10 de enero de 1817, Hirschberg - 27 de enero de 1885, Breslavia ) fue un liquenólogo, y micólogo alemán.
Estudió ciencias naturales en Breslau y Berlín, obteniendo su doctorado en 1839 con la tesis De gonidiis lichenum. Después de su graduación, trabajó como instructor en la "Elisabethanum" en Breslavia, y a partir de 1862, trabajó como profesor particular. En 1873 se convirtió en profesor asociado en la Universidad de Breslavia.
Conocido por sus investigaciones sobre las especies de liquen nativas de Silesia, que también examinó las muestras que le enviaron del centro y sudeste de Europa, así como líquenes recogidos en el Mediterráneo y las regiones árticas.

## Algunos trabajos
- Grundriss der kryptogamen-kunde, 1848 – Outline of especies criptógamas
- Systema lichenum Germaniae: Die Flechten Deutschlands, 1855 – "Systema lichenum Germaniae": líquenes germanos
- Parerga lichenologica: Ergänzungen zum Systema lichenum, 1865 – "Parerga lichenologica": suplemento a "Systema lichenum"
- Lichenen aus Istrien, Dalmatien u. Albanien: (con Emanuel Weiss), 1867 – Líquenes de Istria, Dalmacia y Albania
- Lichenen Spitzbergens und Novaja-Semlja's, auf der graf Wilczek'schen expedition, 1872 – Líquenes de Spitzbergen y Novaya Zemlya, de la expedición de Wilczek.[4]

## Honores

### Eponimia
Géneros de hongos
- Koerberia
- Koerberiella[2]
- La abreviatura «Körb.» se emplea para indicar a Gustav Wilhelm Körber como autoridad en la descripción y clasificación científica de los vegetales.[5]